# Alma-Press
Alma-Press – warszawska oficyna wydawnicza założona przez Jarosława Pachowskiego w 1985, specjalizująca się w publikacjach albumowych, poradnikach, a także w tematyce związanej między innymi z historią, militariami, motoryzacją, wędkarstwem, nurkowaniem i żeglarstwem.
Jednym z dyrektorów oficyny był Krzysztof Bęgowski.
W serii żeglarskiej wydawnictwo wydało 250 tytułów w nakładzie blisko 700 000 egzemplarzy.
Książki wydawane przez wydawnictwo kilkukrotnie zdobywały nagrodę im. Leonida Teligi przyznawaną przez miesięcznik „Żagle”.